# 28819 Karinritchey
28819 Karinritchey è un asteroide della fascia principale. Scoperto nel 2000, presenta un'orbita caratterizzata da un semiasse maggiore pari a 2,3244966 UA e da un'eccentricità di 0,1578692, inclinata di 6,43085° rispetto all'eclittica.